# 奇亞爾哈克山
19°39′40″S 66°24′48″W / 19.66111°S 66.41333°W
奇亞爾哈克山（Ch'iyar Jaqhi），是玻利維亞的山峰，位於該國西南部波托西省的安東尼奧基哈羅省，處於塞爾克山以東，屬於安第斯山脈的一部分，海拔高度4,906米。